# آدم الحسني الطائفي
السيد آدم الحسني الطائفي. هو أحد علماء الشيعة الإثني عشرية في المائة الخامسة الهجرية كان نزيل مدينة بيهق المعروفة اليوم باسم سبزوار، وقد ذكره صاحب لب الألباب في الأنساب ونصَّ على أنه كان من الشيعة، وله شرحٌ على المعلقات السبع.

### كتب
- أعيان الشيعة. محسن الأمين، طبع بيروت - لبنان، تاريخ الطبع مفقود، منشورات دار التعارف.

### إشارات مرجعية
1. ↑  
الأمين، محسن. أعيان الشيعة - ج2. ص. 85. مؤرشف من الأصل في 2019-12-07.